# عقل مدون
عقل مدون أو دماغ مدون (بالإنجليزية: Brain blogger)، هي مدونة ومجلة إلكترونية وجائزة مختصة بالصحة والعلوم الأمريكية ، وشريك لمجلة ساينتفك أمريكان برعاية مؤسسة مبادرة علم الأعصاب العالمية (GNIF) التي تحرر من طرف الدكتور شاهين لاخان.
من خلال خط تحريري يستعرض أحدث الأخبار والقصص المتعلقة بعلم الأعصاب، وعلم النفس والطب النفسي، والصحة والرعاية الصحية.

## الموقع على الساحة العلمية والإلكترونية
ووفقا لموقعها على شبكة الإنترنت، كما هو معلن على موقع البلوق الخاص بها، فيتم تحيين المعلومات والمسهمات من قبل أكثر من 100 متطوع معتمد في الطب الحيوي والمهنيين من جراحي الأعصاب إلى علماء النفس، يسيرون وفق ميثاق شرف المؤسسة وأخلاقيات التدوين الطبية.
مدونة عقل مدبر انضمت إلى نقابة قوقل للأخبار ضمن قائمة وسائل الإعلام الرئيسية المعتمدة، بما في ذلك تايم وارنر، وسان أنطونيو إكسبريس نيوز، وشيكاغو سن-تايمز.
مدونة عقل مدون تتموقع في مراتب متقدمة في مجال التدوين فهي "المدونة المتقدمة في الترتيب العالمي لتصنيفات البحث العالمي في مجالي الصحة والدواء والرعاية الصحية، حيث تتموقع في المرتبة 100 عالميا في مجالها

## روابط خارجية
- الموقع الرسمي
- GNIF